# Rimba Jaya (Banyuasin I)
Rimba Jaya is een bestuurslaag in het regentschap Banyuasin van de provincie Zuid-Sumatra, Indonesië. Rimba Jaya telt 2499 inwoners (volkstelling 2010).